# Philippinengraben

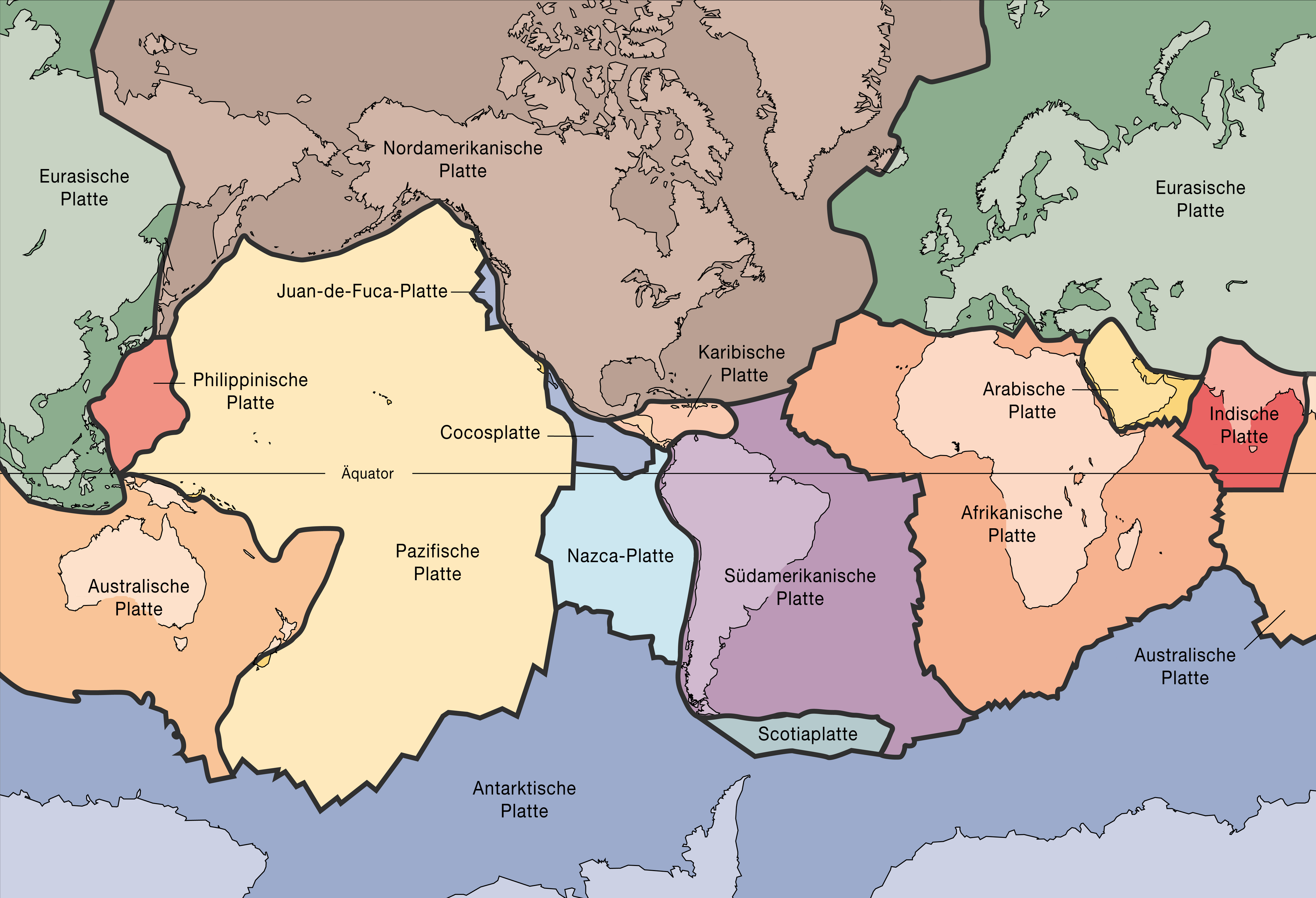
Tektonische Platten mit Kontinenten im Hintergrund

Der Philippinengraben ist eine bis 10.540 m tiefe und 1.325 km lange Tiefseerinne (auch Tiefseegraben genannt) im westlichen Pazifischen Ozean (Pazifik).

## Geographie
Der Philippinengraben erstreckt sich östlich der Inselgruppe der Philippinen auf 1.325 km Länge von der Molukken-Insel Halmahera (Indonesien) bis an die Nordostspitze Luzons. Die größte Tiefe erreicht er mit dem Galatheatief (10.540 m). Damit gehört er zu den Tiefseerinnen der Erde, die tiefer als 10 km sind.

## Geologie
Nach der Theorie der Plattentektonik ist eine Tiefseerinne, also auch der Philippinengraben, als eine Subduktionszone zu verstehen, wo beim Aufeinandertreffen der schwereren ozeanischen Platte mit der leichteren kontinentalen die erste unter die zweite gerät. Die östlich der Rinne liegende Philippinische Platte taucht unter die westlich an diese angrenzende Eurasische Platte ab und schmilzt in 50 bis 100 km Tiefe. Dabei kommt es einerseits zur Entstehung einer Tiefseerinne und andererseits zur Bildung vulkanischer Inselketten und Erdbeben.

## Geschichte
Bis 1945 galt das Emdentief als die tiefste Stelle des Philippinengrabens, die 1926 mit 10.400 m Meerestiefe von der Besatzung des deutschen Kreuzers Emden ermittelt wurde. 1945 ortete die Besatzung des US-Schiffs Cape Johnson in dieser Tiefseerinne per Echolot eine Meerestiefe von 10.497 m; dieses Meerestief wurde anschließend nach dem Schiff Cape-Johnson-Tief benannt. 1951 fand die Mannschaft des dänischen Forschungsschiffs Galathea eine 10.540 m tiefe Stelle, die seither als Galatheatief bezeichnet wird.

## Meerestiefs
Im Philippinengraben befinden sich unter anderem diese Meerestiefs:
- Galatheatief (10.540 m), tiefste Stelle im Philippinengraben
- Cape-Johnson-Tief (10.497 m)
- Emdentief (10.400 m)